# Hammond (Montana)
Hammond é uma comunidade não incorporada no condado de Carter no estado de Montana. Possui uma estação de correios. Fica localizada a a 48 quilómetros da vila  de Broadus situada ao longo da  U.S. Highway 212. Em 2010, tinha uma população de 157 habitantes.

## Geografia
A vila fica próxima da fronteira com o estado de Wyoming entre as comunidades não incorporadas de Boyes e Alzada. Fica situada a cerca de 98 quilómetros de Ekalaka. A área à volta de Hammond é constituída principalmente por ranchos.